# Касас-Бахас (Валенсія)
Касас-Бахас (ісп. Casas Bajas) — муніципалітет в Іспанії, у складі автономної спільноти Валенсія, у провінції Валенсія. Населення — 234 особи (2010).

## Географія
Муніципалітет розташований на відстані близько 210 км на схід від Мадрида, 100 км на північний захід від Валенсії.

## Демографія
Динаміка населення (INE ):

## Галерея зображень

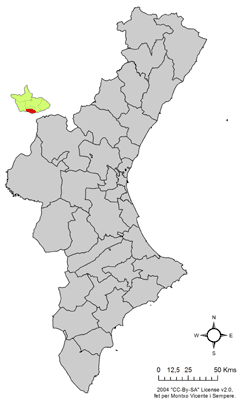
Розташування муніципалітету Касас-Бахас у автономній спільноті Валенсія
Розташування муніципалітету Касас-Бахас у комарці Рекена-Утьєль